# Glow (canción de Drake)
«Glow» es una canción del rapero canadiense Drake de su álbum More Life. Cuenta con la voz del rapero estadounidense Kanye West. La canción fue enviada a la radio crossover rítmica el 6 de junio de 2017 como el quinto sencillo oficial del álbum.

## Posicionamiento en listas
| Lista (2017)                      | Mejor posición |
| --------------------------------- | -------------- |
| Canadá (Canadian Hot 100)         | 37             |
| Estados Unidos Billboard Hot 100  | 54             |
| Estados Unidos (Canadian Hot 100) | 30             |
| Irlanda (IRMA)                    | 65             |
| Reino Unido (UK Singles Chart)    | 55             |
| Reino Unido (UK R&B)              | 18             |

## Realización histórica
| Región         | Fecha              | Formato(s)            | Disquera(s)                     | Ref.  |
| -------------- | ------------------ | --------------------- | ------------------------------- | ----- |
| Estados Unidos | 6 de junio de 2017 | Rítmico contemporáneo | Republic Young Money Cash Money | [ 2 ] |